# شهرستان تاریخی ساکهاتایی
شهرستان تاریخی ساکهاتایی از مناطق تاریخی تایلند می باشد که در سال ۱۹۹۱ در فهرست میراث جهانی یونسکو به ثبت رسیده است.

## فهرست مکان‌ها
| نام                        | نوع        | موقعیت                                          | نگاره |
| -------------------------- | ---------- | ----------------------------------------------- | ----- |
| Sukhothai پارک تاریخی      | شهر تاریخی | Mueang Sukhothai ناحیه , استان سوکوتای          |       |
| Si Satchanalai پارک تاریخی | شهر تاریخی | Si Satchanalai ناحیه , استان سوکوتای            |       |
| Kamphaeng Phet پارک تاریخی | شهر تاریخی | Mueang Kamphaeng Phet ناحیه , استان کامفائنگ فت |       |

## نگارخانه

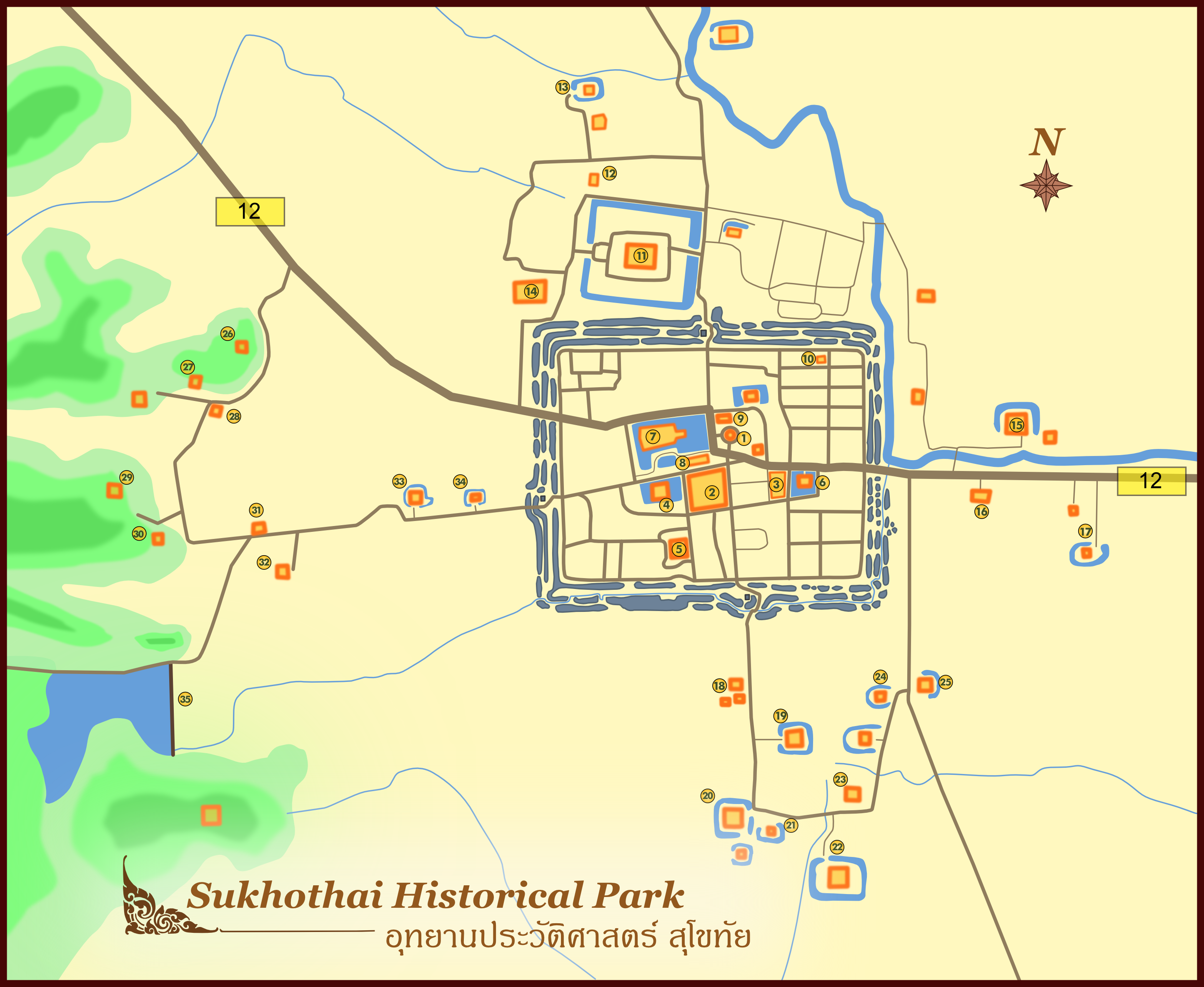
نقشه ساکهاتایی
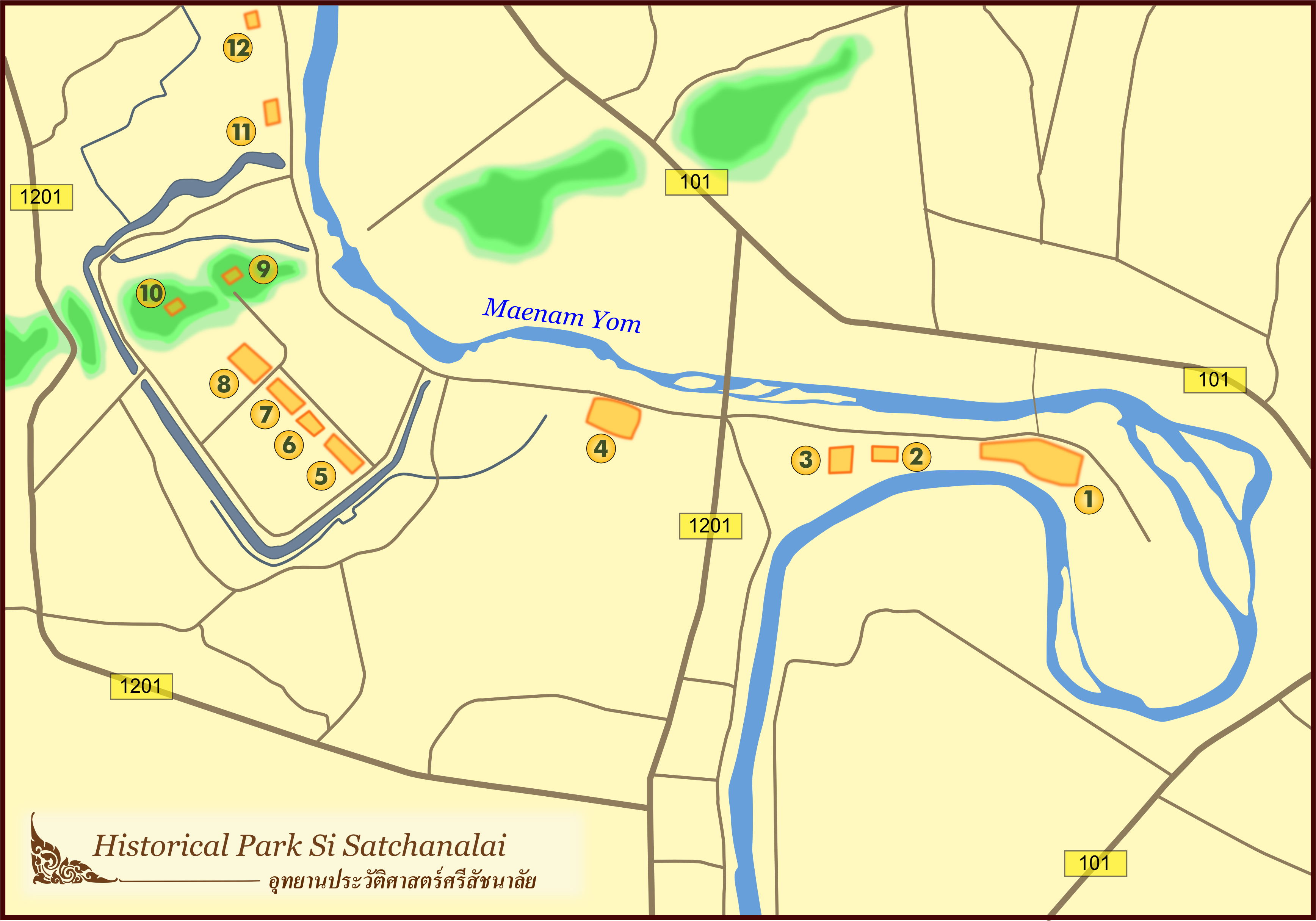